# Lasimorpha
Lasimorpha é um género de plantas com flor pertencente à família Araceae. O género é monotípico, tendo como única espécie Lasimorpha senegalensis.

## Descrição
A sua única espécie é Lasimorpha senegalensis Schott, sendo originária das regiões tropicais de África.

## Sinonímia
A espécie apresenta a seguinte sinonímia:
- Cyrtosperma senegalense (Schott) Engl. in A.L.P.de Candolle & A.C.P.de Candolle, Monogr. Phan. 2: 270 (1879).
- Lasimorpha afzelii Schott, Gen. Aroid.: t. 85, f. 11 (1858).
- Cyrtosperma afzelii (Schott) Engl. in A.L.P.de Candolle & A.C.P.de Candolle, Monogr. Phan. 2: 269 (1879).[1]